# 伊佩
伊佩是巴西南大河州的一个市镇。总面积599.361平方公里，总人口6689人，人口密度10.04人/平方公里。